# Kanalski Vrh
Kanalski Vrh – wieś w Słowenii, w gminie Kanal ob Soči. W 2018 roku liczyła 69 mieszkańców.